# Chiesa di San Rocco (Portis di Venzone)
La chiesa di San Rocco era la seconda chiesa più importante di Portis di Venzone (UD) dopo quella di San Bartolomeo apostolo.
In questa chiesa si celebravano le messe feriali, i rosari del mese di maggio, e la messa del primo giorno di scuola, si preferiva questa chiesa per le funzioni minori a causa della necessità di attraversare la statale Pontebbana per raggiungere la chiesa di San Bartolomeo.
La chiesa fu distrutta nel terremoto del 1976 e furono ricostruiti solo i muri perimetrali nel 2016.

## Storia
La chiesa di San Rocco in Portis di Venzone è una chiesa di piccole dimensioni (9m x 11m), più lunga in origine e poi accorciata negli anni del 1800 per permettere il passaggio della ferrovia. 
In origine presentava un'aula rettangolare, abside di fattura seriore rispetto alla chiesa (XIX secolo circa), bifora campanaria in pietre squadrate, finestre di facciata grandi e rettangolari, portone in legno sovrastato da una lunetta cieca e finestroni archiacuti nell'abside e nell'aula (non originali, XIX secolo circa).
Muratura in sassi intonacata e copertura in coppi. 
Nella bifora campanaria vi erano 2 campane di piccole dimensioni ricavate dalla fusione dei cannoni usati nella prima guerra mondiale (?), recuperate dopo il terremoto del 1976 e riutilizzate nella nuova costruzione, la campana maggiore riporta i nomi degli abitanti di Portis caduti in battaglia durante la prima guerra mondiale che qui riportiamo:
Bellina Angelo, Bolt Antonio, Bolt Giovanni, De Micheli Antonio, Di Bernardo Domenico, Di Bernardo Italico, Di Bernardo Leonardo (Pâte), Di Bernardo Lodovico (Pâte), Di Bernardo Guerrino (Cric), Di Bernardo Taddeo (Cric), Ferrario Simeone, Foraboschi Pietro, Goi Massimo, Limerutti Giovanni, Tonussi Valentino, Treu Francesco, Zamolo Giobatta, Zamolo Pietro (Ra), Zamolo Pietro (Šat),

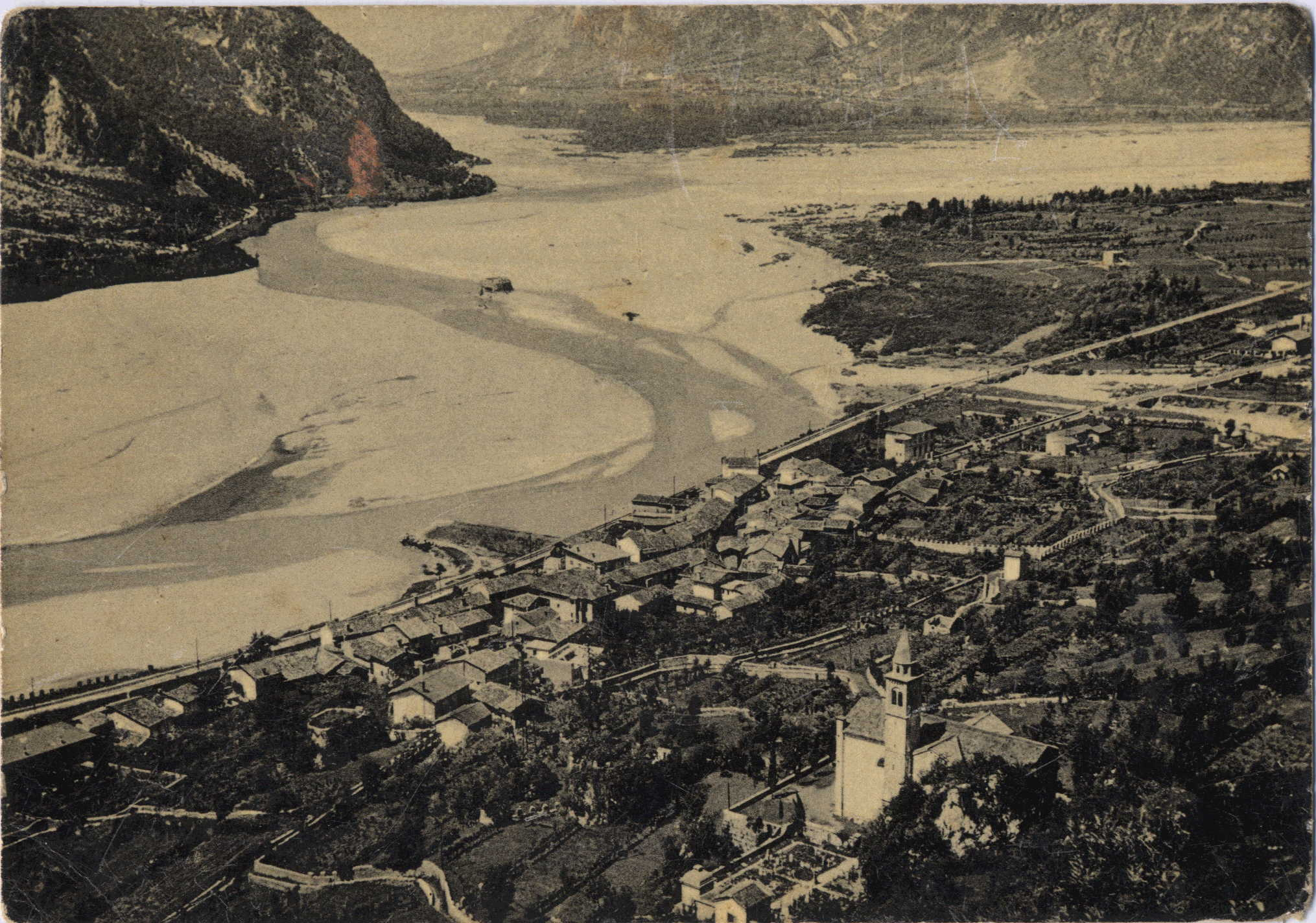
Portis in una foto del 1950 circa
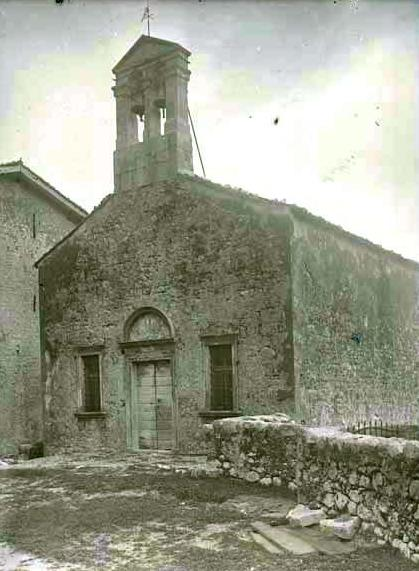
La facciata della chiesa di San Rocco
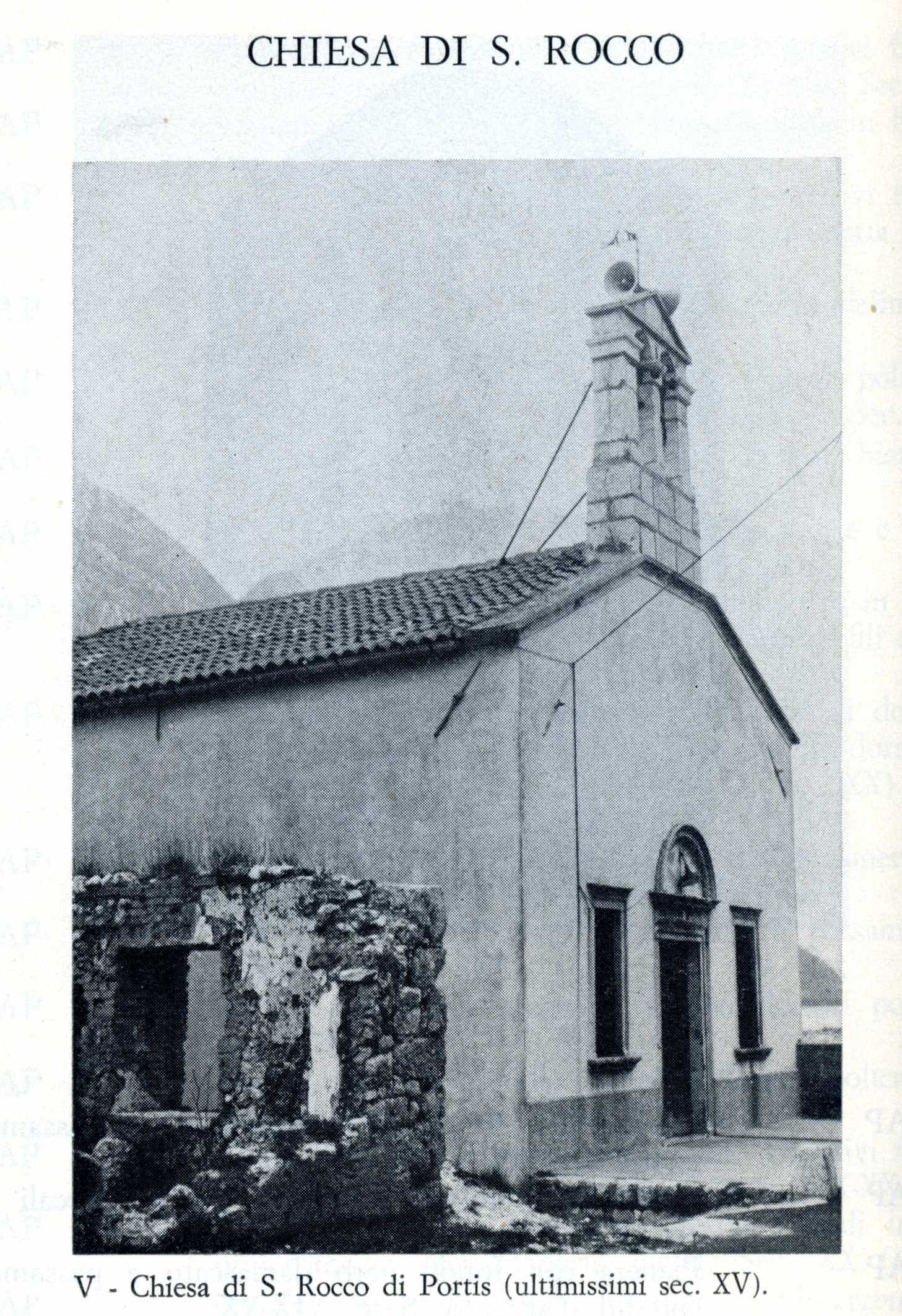
La chiesa dopo i bombardamenti del 1944
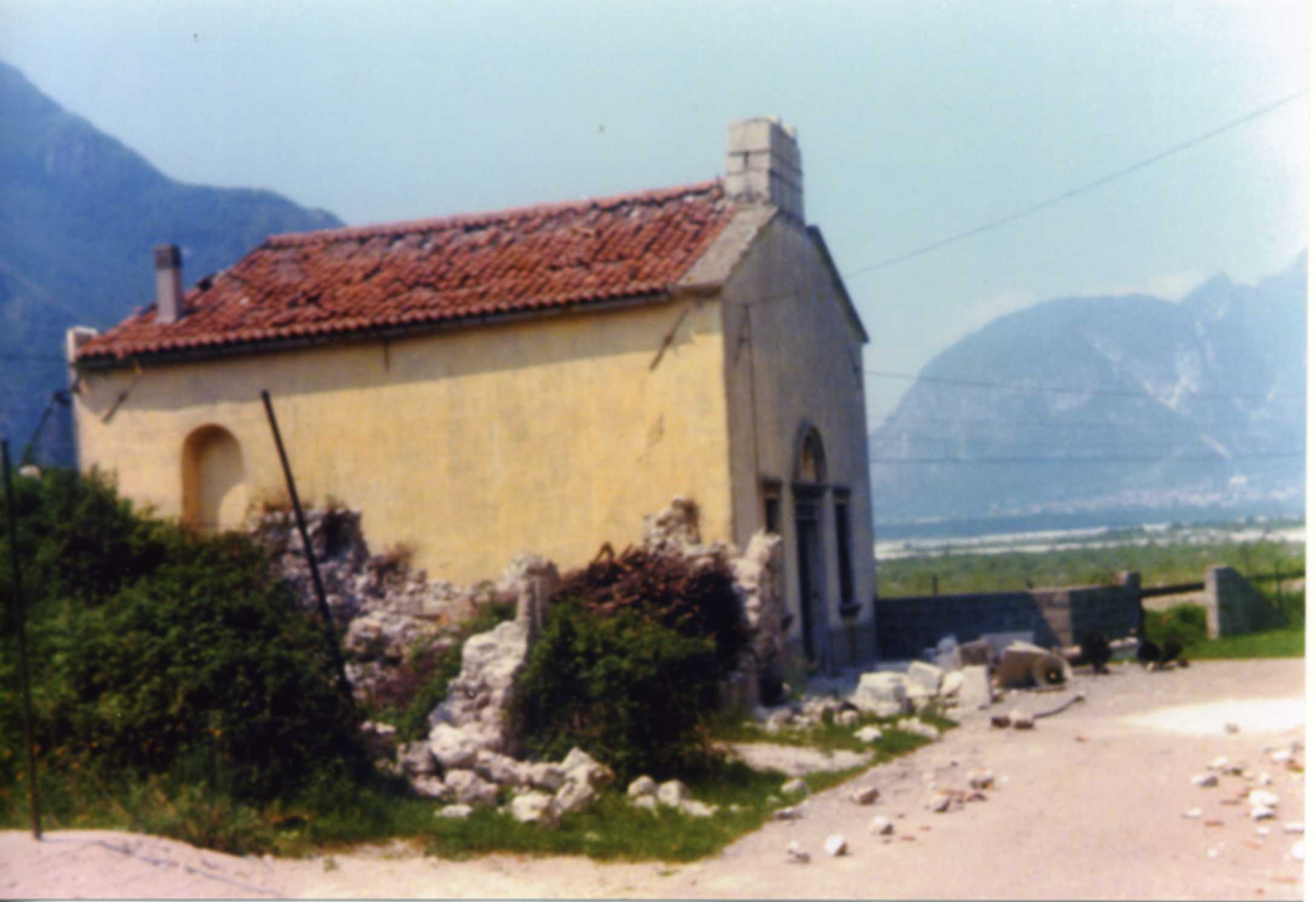
La chiesa dopo il terremoto del 1976
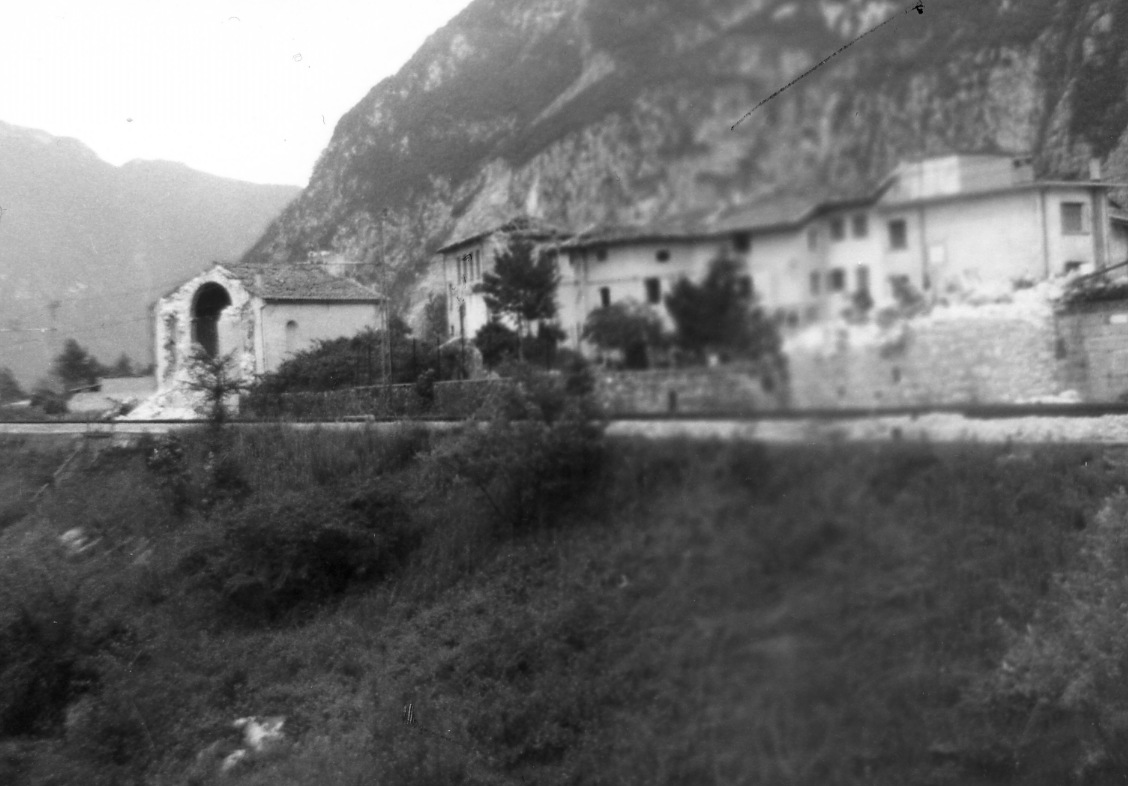
L'abside della chiesa crollato dopo il sisma del 1976

La chiesa di San Rocco sorgeva su un promontorio roccioso proteso verso le acque del fiume Tagliamento creando un'ansa che permetteva agli zatterai, che dalla Carnia trasportavano il legname all'Arsenale di Venezia, di fermarsi per riposare. Lo sviluppo della rete viaria ha fatto in modo che il percorso delle zattere finisse a Portis, dove gli zatterai trovavano diverse case adibite al carico del legname su carri, con ampi sottoportici per il ricovero dei carri e dei cavalli e stanze per il pernottamento delle persone.
L'arrivo della ferrovia nella seconda metà dell'800 ha posto file alla fluitazione del fiume Tagliamento.

## Ricostruzione
La ricostruzione della chiesetta ha avuto inizio nel 2013 grazie all'idea di un gruppo di amici cresciuti in Portis ai quali si sono aggiunti diversi muratori del posto e tanti altri che si sono limitati al lavoro di manovale. Tutte queste persone hanno creato il gruppo "I Amîs di Sant Roc" che oggi conta 43 membri.
I muri di perimetro, che ricalcano il disegno delle vecchie fondamenta ritrovate durante gli scavi, sono stati alzati con le pietre originali della vecchia chiesa, che dopo il terremoto sono state utilizzate per il riempimento della scalinata denominata "Strete dal'âghe", che scende a fianco alla chiesa e che porta al fiume Tagliamento. Questi muri di perimetro, a causa della vicinanza con la linea ferroviaria, non possono superare l'altezza dei binari: è per questo motivo che la chiesetta è priva di tetto ed i muri si fermato ad una quota massima di 180 cm dal pavimento. Le inferriate presenti nelle finestre dell'abside e nel campanile sono le originali della chiesa come anche l'acquasantiera, l'arco dell'altare, le pietre che facevano da contorno alle finestre, gli scalini del pavimento dell'abside ed i piedi dell'altare, la colonna centrale della bifora campanaria e diverse pietre con intarsi in marmo colorato presenti nel sito.
Per la ricostruzione degli scalini del pavimento dell'abside e dell'arco dell'altare si è ricorso al processo di anastilosi come per la ricostruzione del Duomo di Venzone e di tutti gli altri edifici del comune.
Il pavimento originale era in cocciopesto di color rosso mentre ora è stato rifatto in stile Terrazzo alla veneziana, il colore predominante è il bianco ma vi sono anche pietre di colore rosso, nero ed ocra.

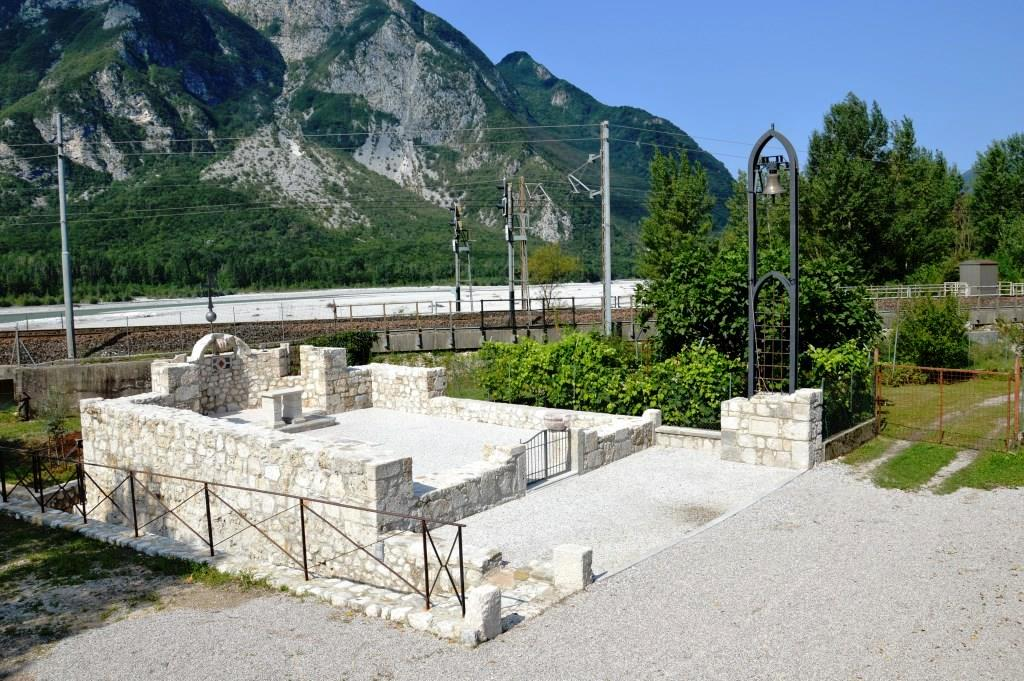
Panoramica della chiesa ricostruita
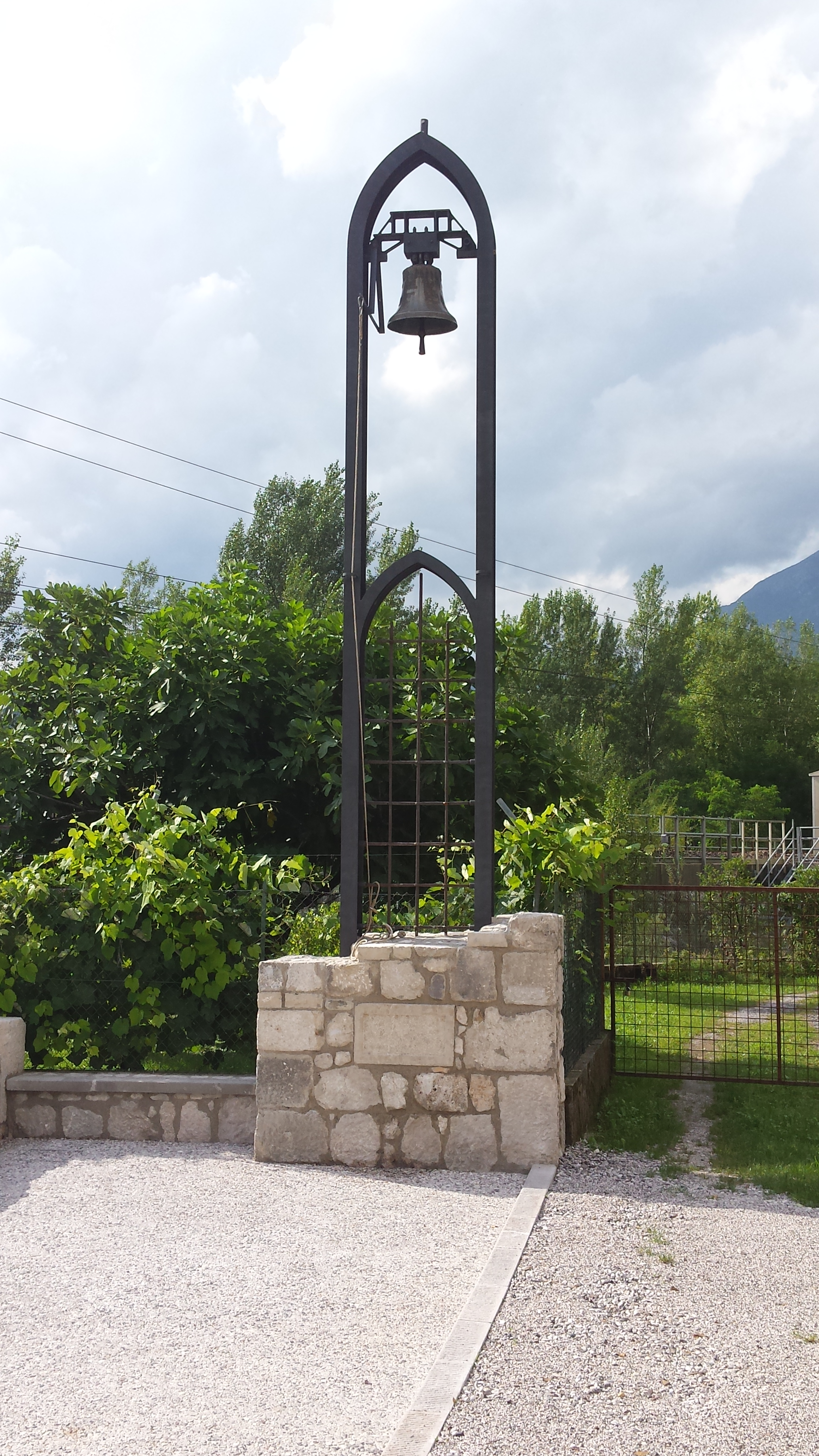
Il campanile della chiesa di San Rocco
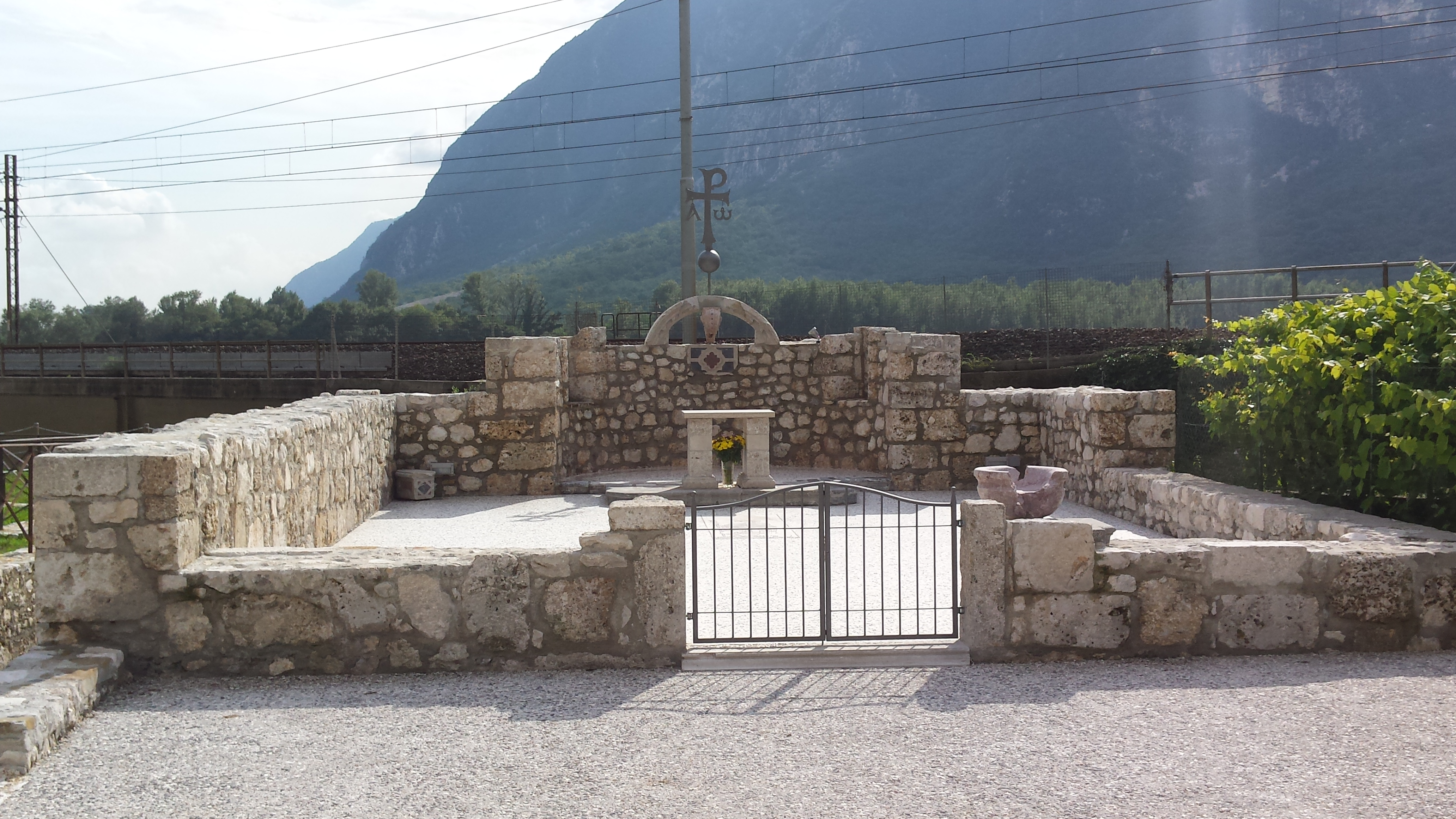
La facciata della nuova chiesa di San Rocco
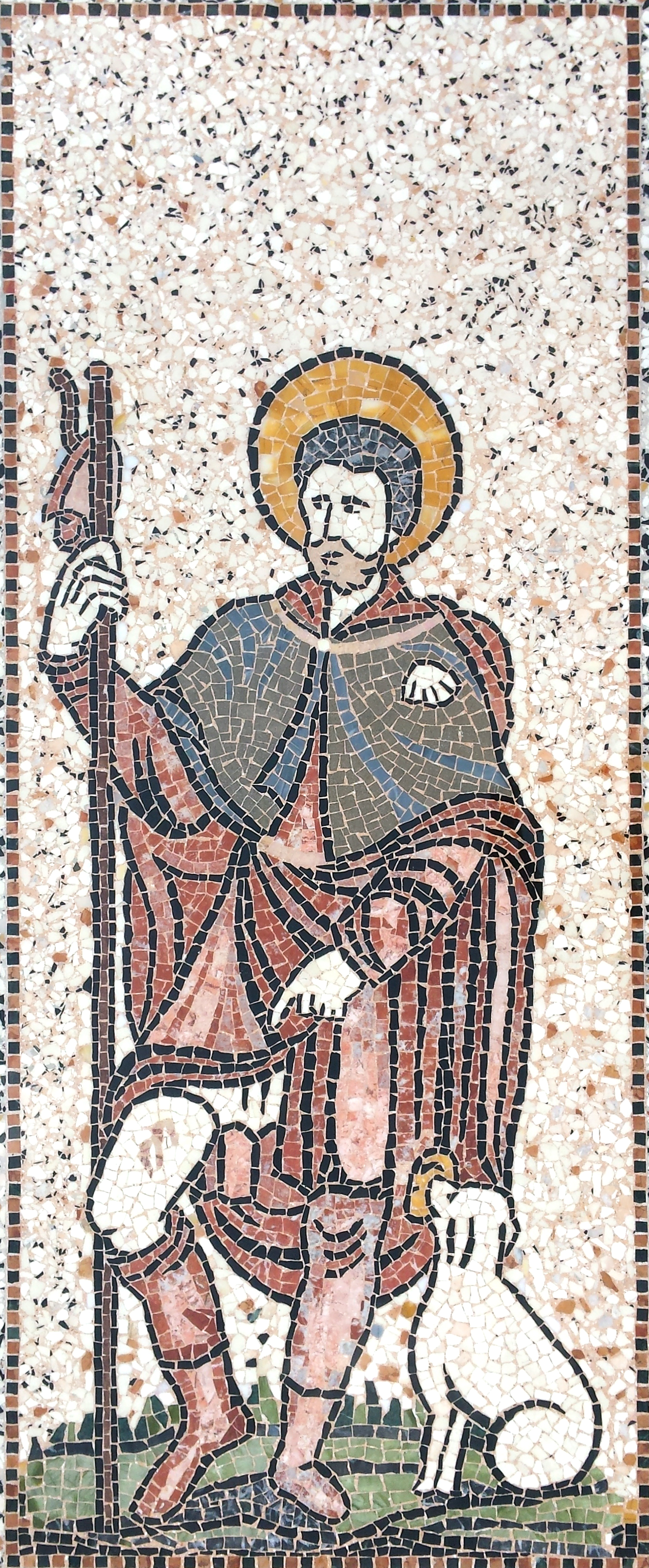
Il mosaico raffigurante San Rocco
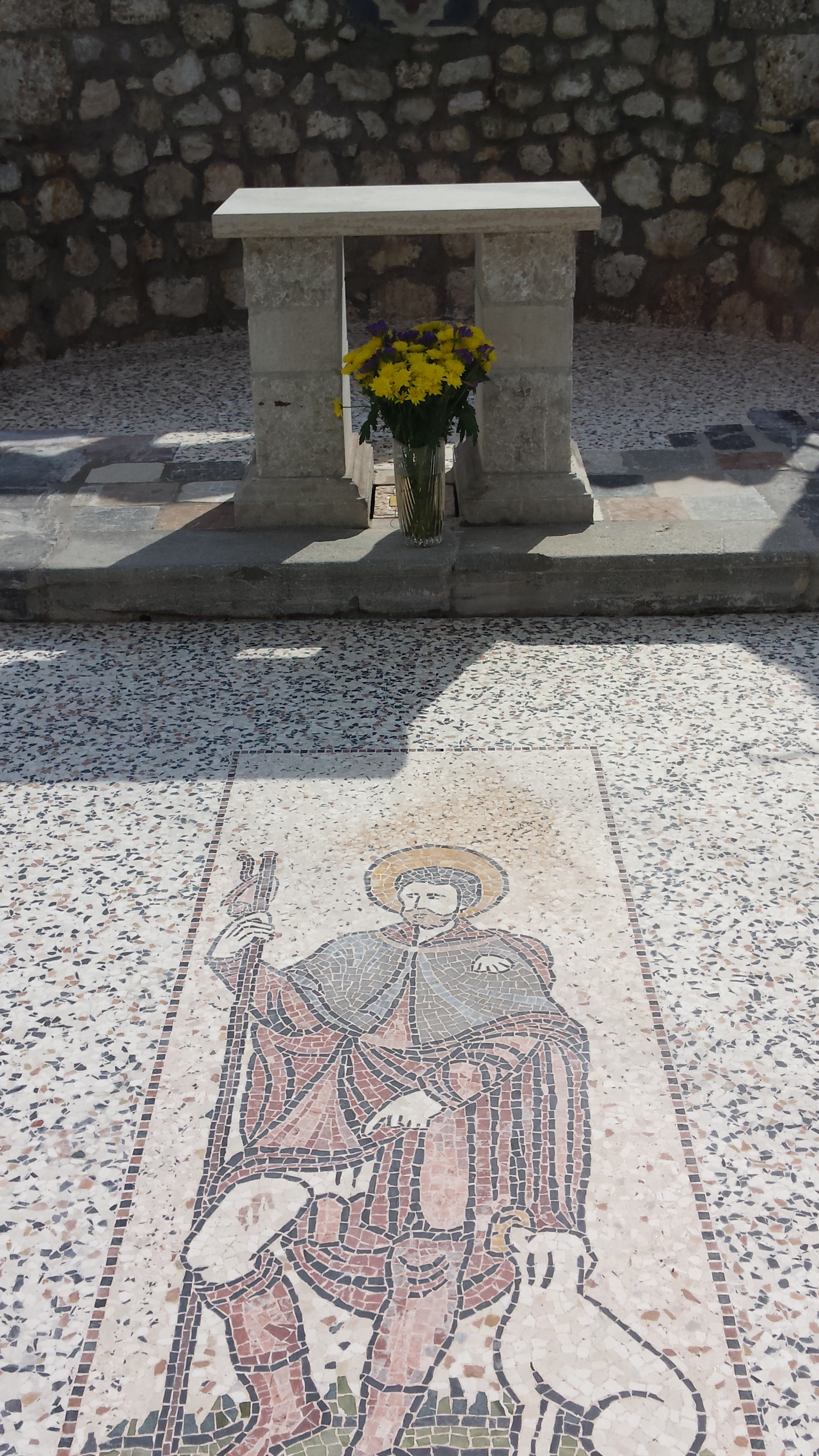
L'altare della chiesa di San Rocco
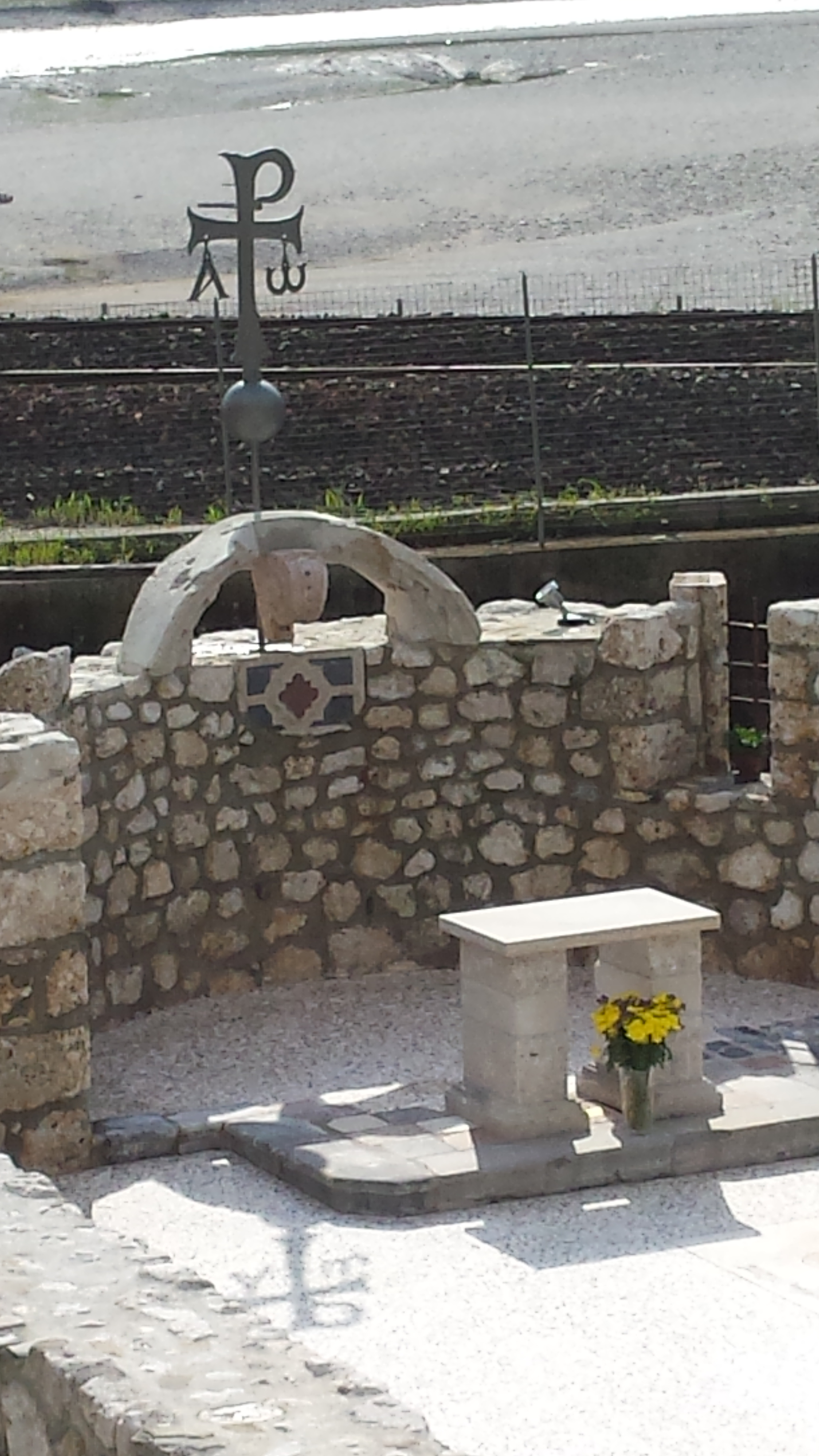
L'altare e la grande Croce aquileiese posta sopra il muro dell'abside

## Inaugurazione
La chiesetta è stata inaugurata dall'Arcivescovo di Udine mons. Andrea Bruno Mazzocato il 16 agosto 2015 dopo aver celebrato la santa messa nella chiesa parrocchiale di Portis a causa del maltempo, la messa di inaugurazione ufficiale è stata celebrata il 30 agosto 2015.